# Batalha de Pirajá
A Batalha de Pirajá ocorreu no contexto da Guerra da Independência do Brasil na então Província da Bahia, a 8 de novembro de 1822. Constituiu-se em um embate decisivo entre o Exército Pacificador e as forças portuguesas, nomeadamente a Legião Constitucional, com a vitória brasileira, consolidando a situação de derrota política e militar dos portugueses na Bahia. Tais fatores iriam contribuir para a Independência da Bahia, deflagrada a 2 de julho de 1823 — considerada, para muitos pesquisadores e comentaristas, como um marco para a efetiva e prática Independência do Brasil.
O General Pedro Labatut, mercenário francês com experiência na campanha napoleônica e em guerras na América Espanhola, foi contratado por D. Pedro I para lutar em favor da independência do Brasil. Reforçou as tropas que sitiavam a capital baiana com a Brigada do Major (depois coronel) José de Barros Falcão de Lacerda, composta por 1 300 soldados de Pernambuco, Bahia e Rio de Janeiro, que repeliu três ataques portugueses, ocasionando dezenas de mortos e feridos.

## História
No comando das forças portuguesas na Bahia, encontrava-se o comandante Inácio Luís Madeira de Melo, enviado por Portugal para sufocar os rumores de independência e a dissidência político-administrativa. O general francês Pedro Labatut foi nomeado pelo Príncipe-regente D. Pedro, a 3 de julho de 1822, como o comandante do Exército Pacificador, que assumiria o comando das forças brasileiras que enfrentaram Madeira de Melo, na Bahia.
A batalha ocorreu em Salvador, na região dos bairros de Pirajá, Campinas do Pirajá e Alto do Cabrito.  O confronto se iniciou quando tropas portuguesas tentaram romper o bloqueio aos caminhos que ligavam a capital ao centro e ao norte do país.
Um fato curioso sobre essa batalha é um relato, citado por Tobias Monteiro em seu "A elaboração da independência", sobre um episódio no qual o Major Barros Falcão, que comandava as tropas brasileiras em certo ponto, dera ordem de retirada, mas o cabo-corneta ou Corneteiro Luís Lopes, por conta própria, trocou o toque para "cavalaria, avançar e degolar", versão apresentada por Ladislau Titara, responsável por registrar a correpondência do general Labatut. Os portugueses, assustados por tal movimento (que era impossível, já que não havia cavalaria brasileira na batalha), entraram em pânico e recuaram, dando o momento da batalha aos soldados de Pernambuco, que, mais experientes, atacaram com renovado entusiasmo, impondo aos adversários um número de baixas considerável. As forças brasileiras saíram vitoriosas.
Ofícios e notícias do período divergem quanto ao número de baixas e feridos. Em um ofício publicado no mesmo dia da batalha, o General Labatut estimou o número de mortos em 200. Já a Idade de Ouro, o partido lusitano da província, declarou uma estimativa bem menor: de 30 feridos e poucas casualidades.